# Einar Hareide (Designer)
Einar Johan Hareide (* 27. April 1959 in Hareid) ist ein norwegischer Industriedesigner, der zwei Jahrzehnte lang im Automobildesign tätig war. Von 1985 bis 1999 arbeitete Hareide vor allem für den Automobilhersteller Saab. Mittlerweile betreibt er ein eigenes Designstudio, das Möbel, Elektrogeräte und sonstige Gebrauchsgegenstände gestaltet.

## Ausbildung und Werdegang
Der in der norwegischen Gemeinde Hareid geborene Hareide studierte an der Universität Göteborg Industriedesign und absolvierte am College for Creative Studies in Detroit ein Postgraduales Studium.
Nach eineinhalb Jahrzehnten als angestellter Designer gründete Hareide 1999 in Oslo das Unternehmen Hareide Design, mit dem er neben Autos und Schiffen Gebrauchsgegenstände aller Art gestaltet.
Einar Hareide ist Professor für Industriedesign an der Technisch-Naturwissenschaftlichen Universität Norwegens (NTNU) in Trondheim.

## Werk

### Automobile
Hareide begann seine Tätigkeit in der Automobilindustrie 1985 bei Saab in Trollhättan, wo er – unterbrochen nur durch eine kurzfristige Anstellung bei Daimler-Benz in den Jahren 1989 und 1990, wo er am Designkonzept für die kommende E-Klasse (Baureihe 210) mitarbeitete – bis 1999 blieb. Zunächst war er Mitarbeiter in Saabs Designabteilung, ab 1994 dann als Nachfolger Björn Envalls deren Leiter.
Für Saab gestaltete Hareide die meisten Modelle der General-Motors-Ära, beginnend mit der 1994 eingeführten zweiten Generation des 900 (Baureihe NG), die 1998 zur äußerlich weitgehend identischen ersten Generation des Saab ersten Generation des 9-3 (Baureihe YS3D) wurde. Die Karosserie des 1997 eingeführten Saab 9-5 (Baureihe YS3E) wurde ebenfalls unter der Leitung Hareides gestaltet. Seine letzte Arbeit für Saab war die zweite Serie des Saab 9-3 (Baureihe Y3SF), deren Designkonzept er entwickelte, bevor Details von Michael Mauer und Anders Gustafsson gestaltet wurden.
Seit 2007 ist Hareide Design als Berater und Dienstleister für Volvo tätig. Hareide entwarf für verschiedene Volvo-Modelle Karosseriedetails, Interieurs, Felgen und Accessoires. Für Volvo Trucks gestaltete Hareide außerdem das Führerhaus des Volvo FMX.
Für die chinesische Automarke Borgward entwickelte Hareide Design von 2005 bis 2015 das Designkonzept und gestaltete den 2015 vorgestellten Prototyp des Borgward-SUV BX7.
Die deutsche Tageszeitung Die Welt nannte Hareide 2005 „einen der bedeutendsten Autodesigner der Gegenwart“.

### Boote und Yachten
Mit Hareide Design gestaltete Einar Hareide zahlreiche Boote und Yachten. Für Rolls-Royce Marine entwickelte Hareide unter anderem 2011 ein Konzept für eine Kommandobrücke. 2019 entstand bei Hareide der Brim Explorer, ein aus nachhaltigen Materialien konstruiertes Ausflugsschiff mit Elektroantrieb und geringen Emissionen, mit dem der Reeder „leise Fjord-Touren“ anbietet.

### Gebrauchsgegenstände
Zu den Gebrauchsgegenständen, die Hareide bislang entworfen hat, gehören Keramik, Kinositze, Landschaftsmöbel und Verpackungsmaterial.

## Galerie

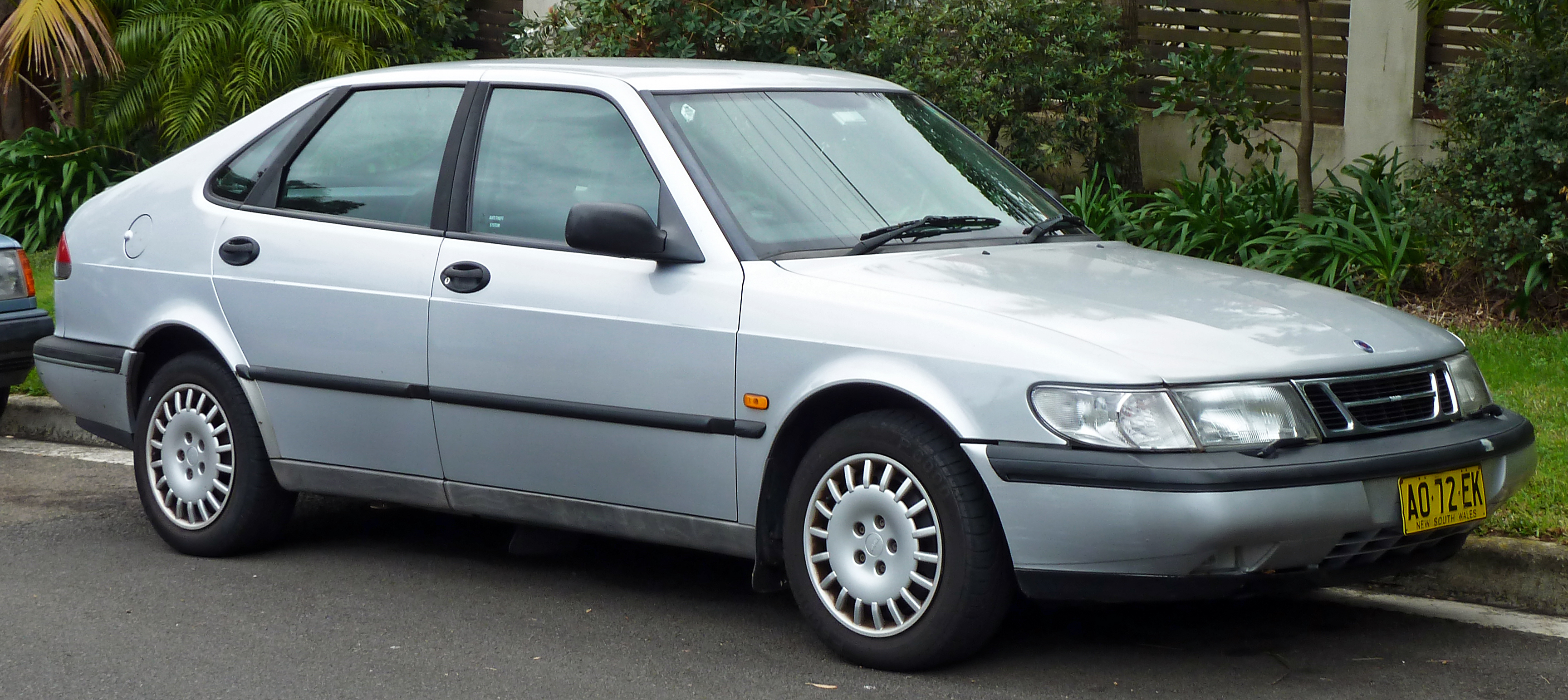
Saab 900 (2. Generation)
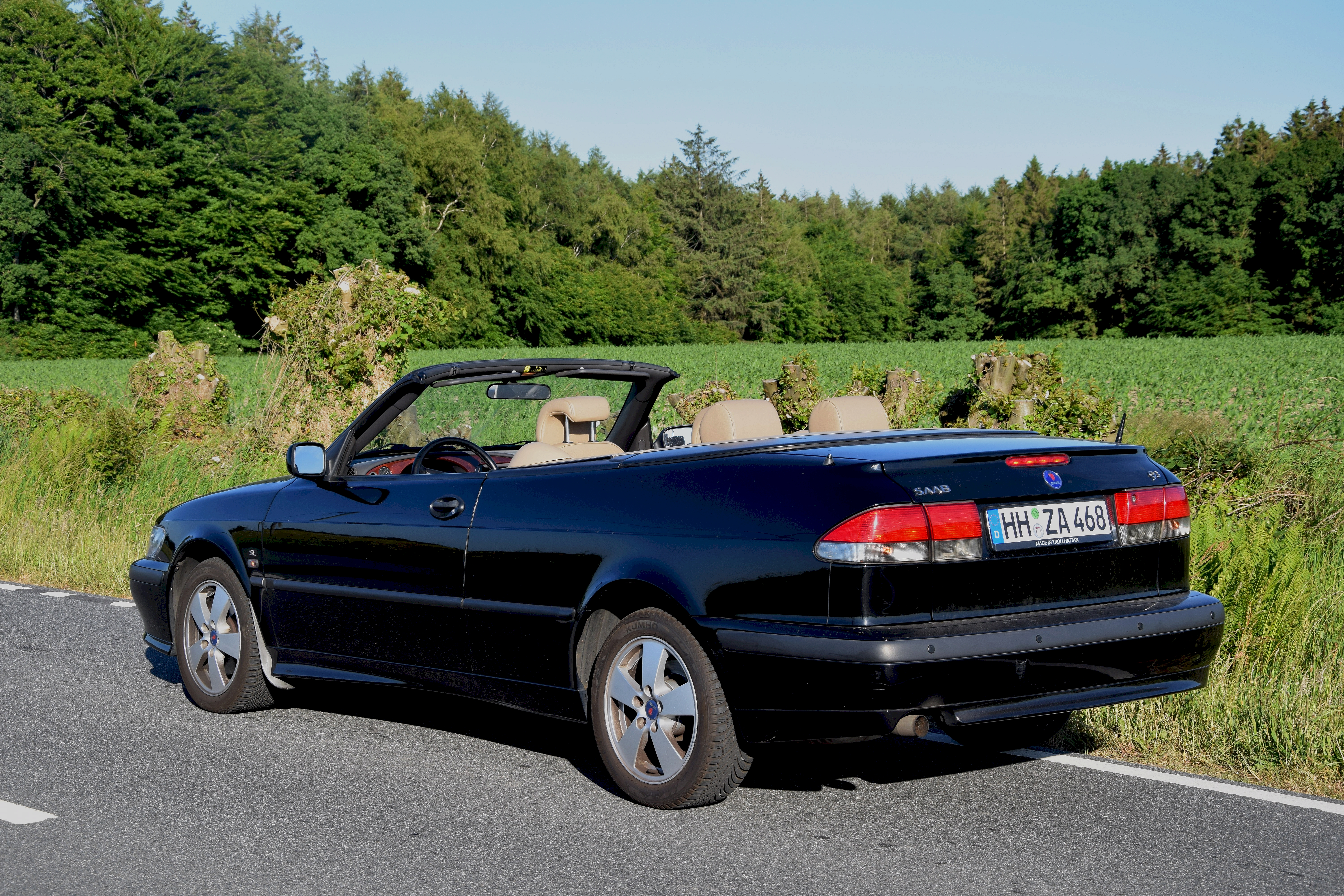
Saab 9-3 Cabriolet (1. Generation)
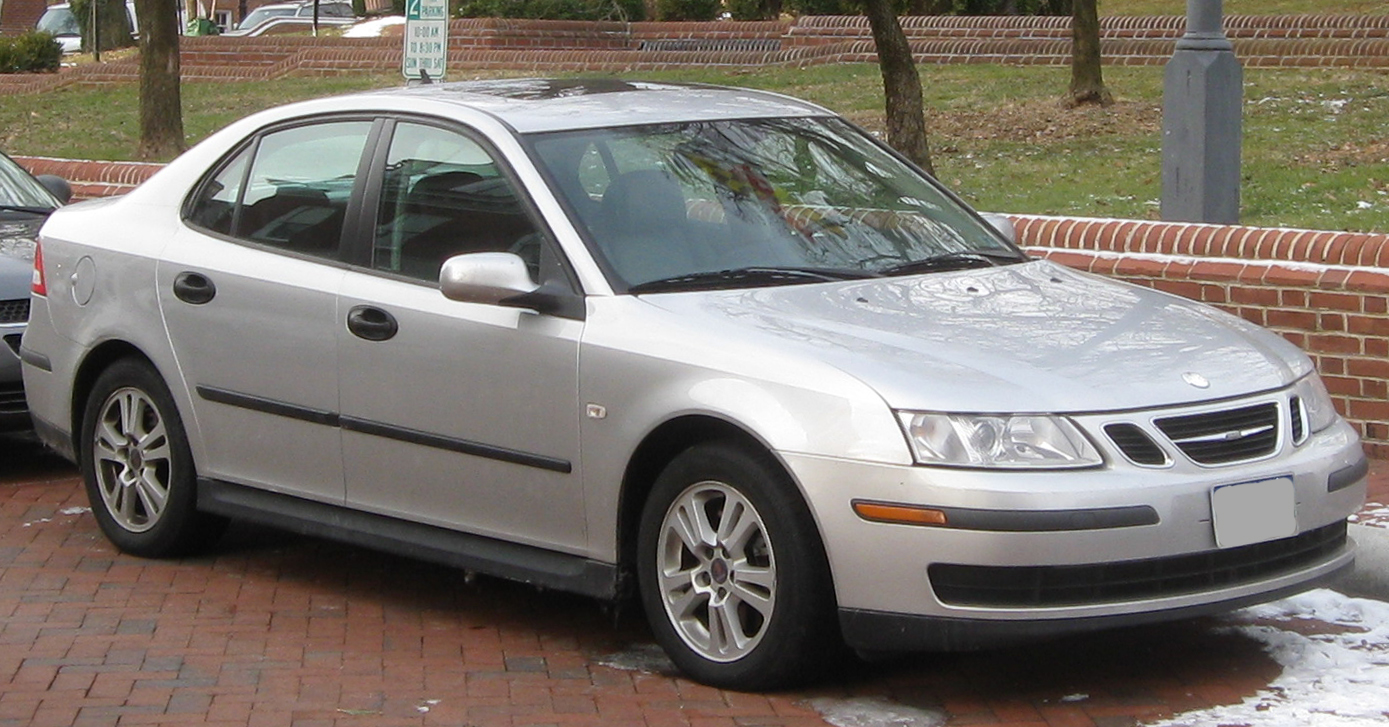
Saab 9-3 (2. Generation)
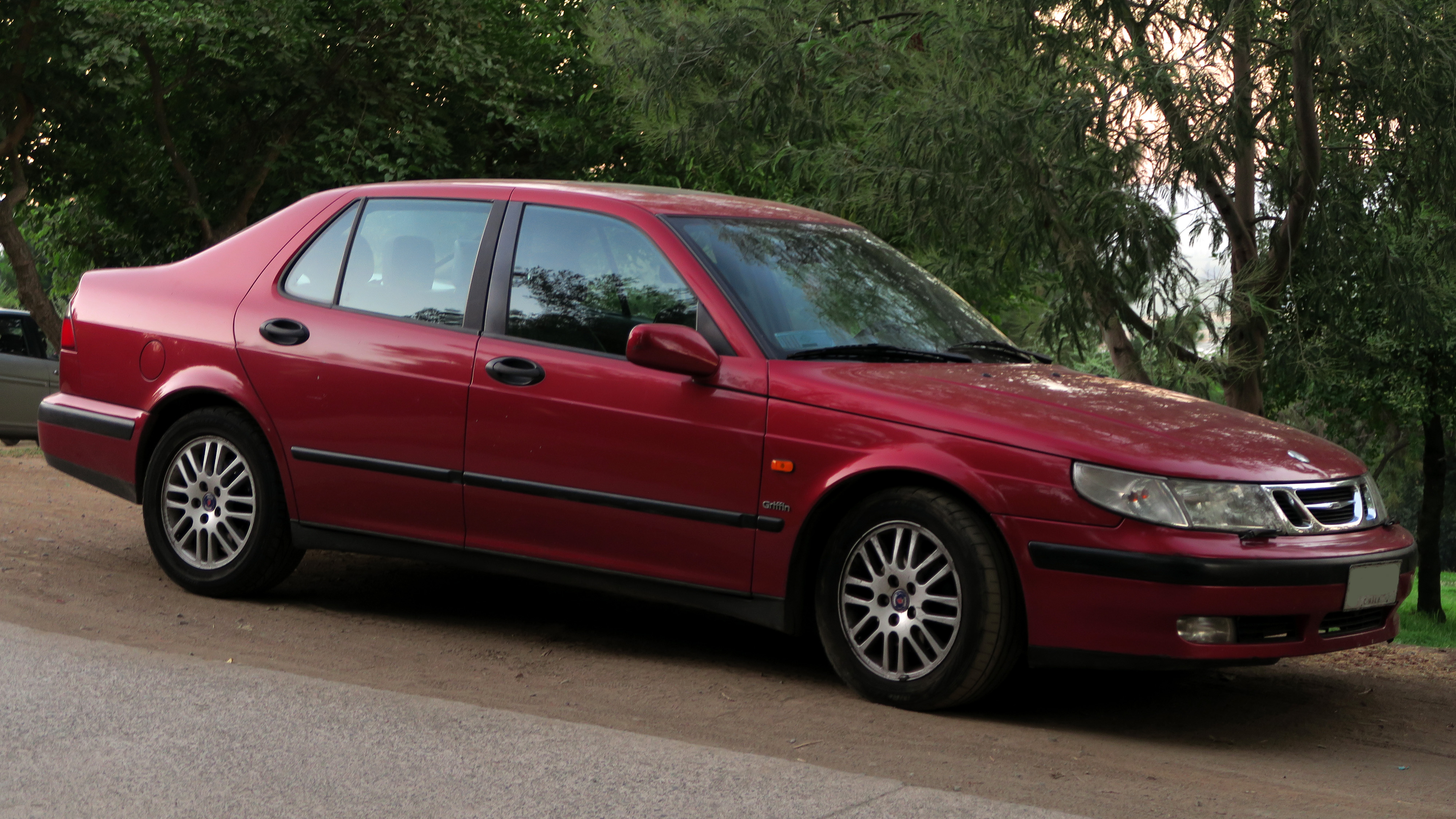
Saab 9-5
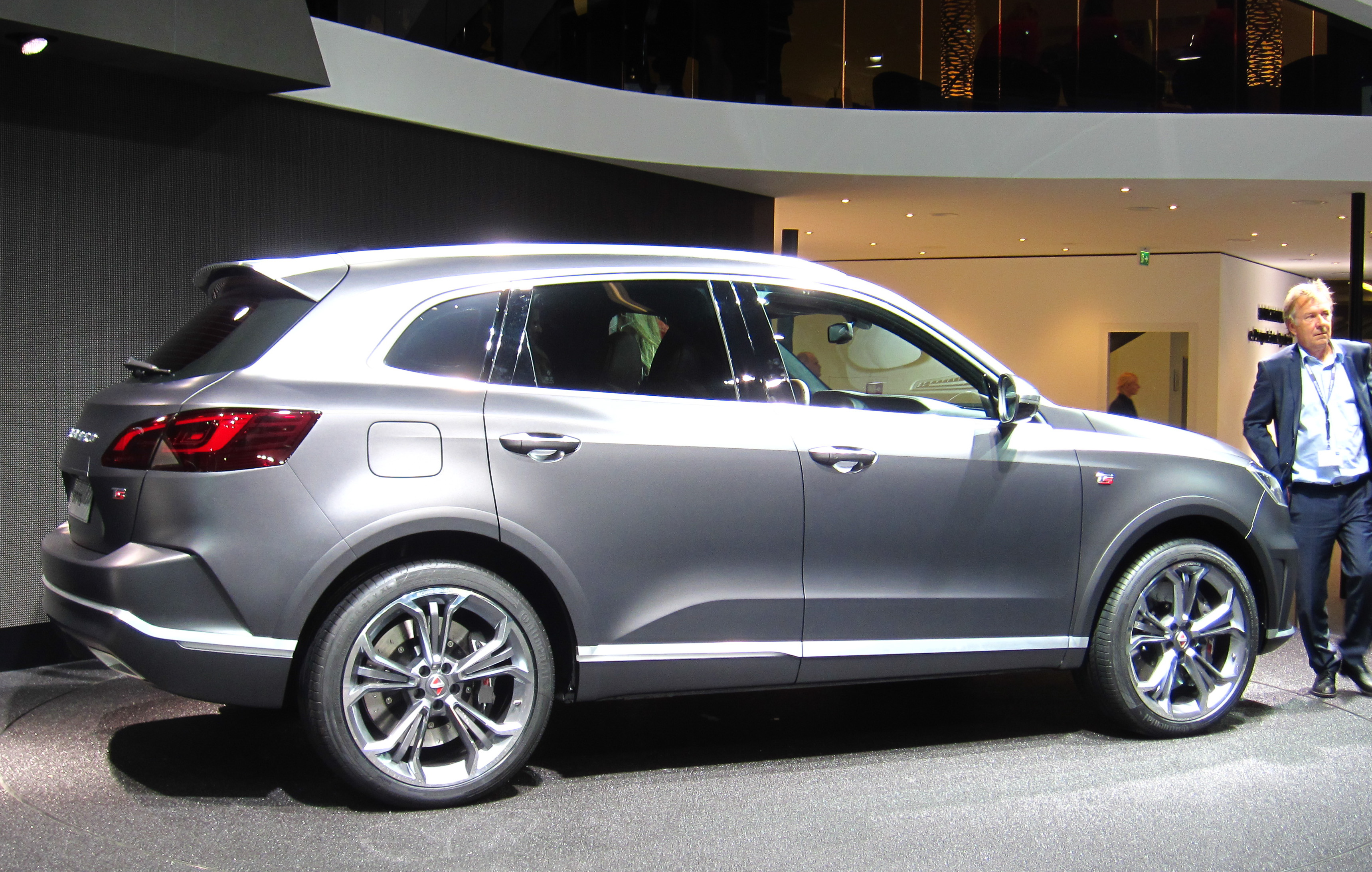
Borgward BX7 TS (2015)
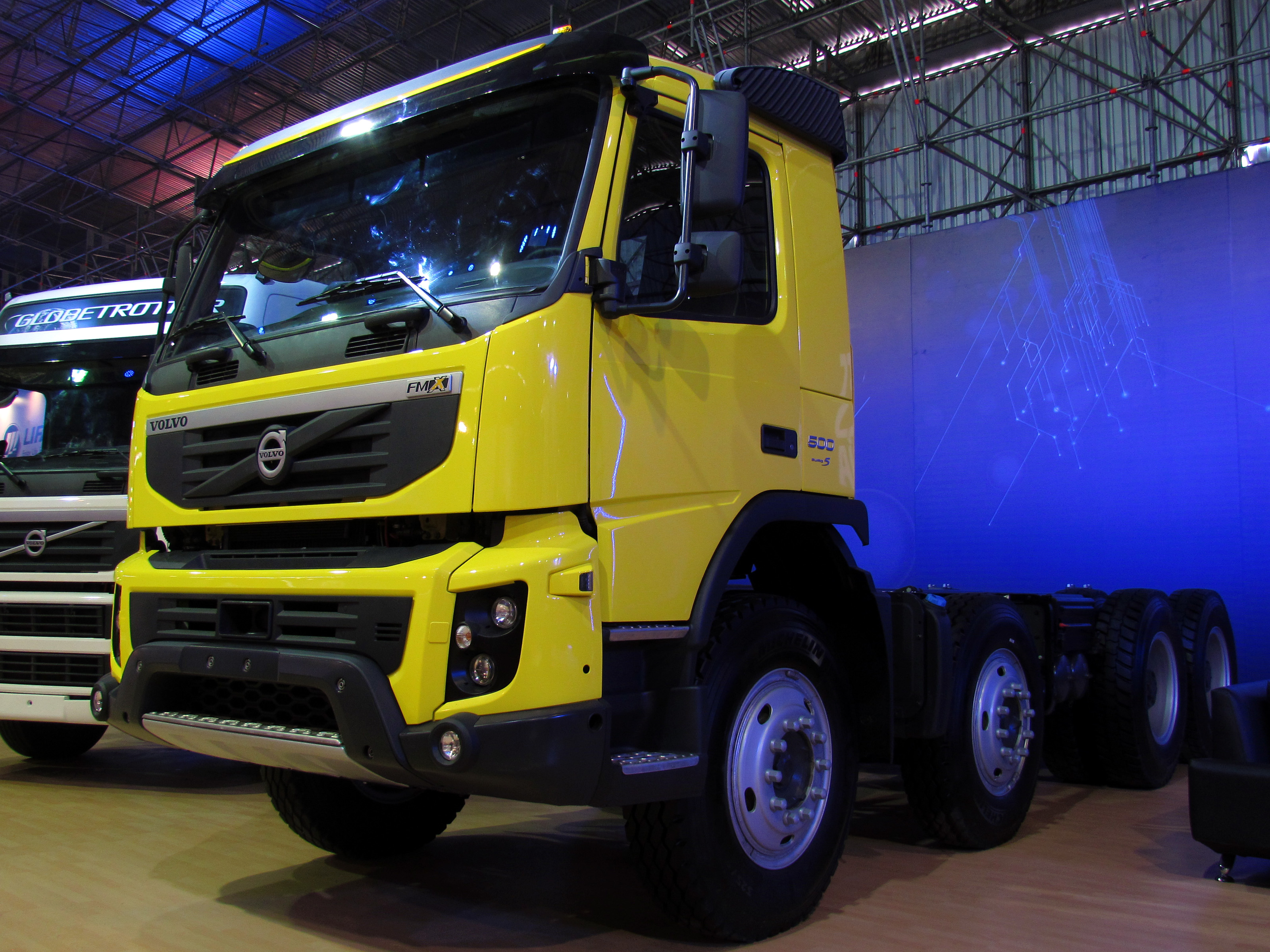
Volvo FMX